# Pedicularis thamnophila
Pedicularis thamnophila är en snyltrotsväxtart. Pedicularis thamnophila ingår i släktet spiror, och familjen snyltrotsväxter.

## Underarter
Arten delas in i följande underarter:
- P. t. cupuliformis
- P. t. thamnophila